# Oxbow (Oregon)
Oxbow az Amerikai Egyesült Államok északnyugati részén, Oregon állam Baker megyéjében, az Oregon Route 86 mentén elhelyezkedő önkormányzat nélküli település.
Nevét a Kígyó-folyó meanderéről kapta. A posta 1965. május 1-jén nyílt meg. Egykor itt volt az Oregon Short Line Railroad egy megállója, korábban pedig iskola is működött.

## Éghajlat
A település éghajlata mediterrán (a Köppen-skála szerint Csb).

## Fordítás
- Ez a szócikk részben vagy egészben  az   Oxbow, Oregon című angol Wikipédia-szócikk ezen változatának fordításán alapul.  Az eredeti cikk szerkesztőit annak laptörténete sorolja fel. Ez a jelzés csupán a megfogalmazás eredetét és a szerzői jogokat jelzi, nem szolgál a cikkben szereplő információk forrásmegjelöléseként.